# Liolaemus tenuis
Liolaemus tenuis er en art øgle i familien Iguanidae (leguanfamilien). Arten er udbredt i det nordlige Chile og i mindre områder i Argentina. På engelsk kaldes den også for Jewel Lizard (juvel-øgle) og tynd træøgle. Den bliver i nogle tilfælde brugt som kæledyr.
Voksne eksemplarer er lidt over 10 cm lange, og hannerne er lidt større og mere farverige end hunnerne. Hver han har et territorium og gerne flere hunner. De har altid et træ eller lignende, hvor de kan kravle i sikkerhed. De lever af insekter og kan også bo i byområder. Der findes flere underarter.

## Beskrivelse
Hannerne er farvestrålende gul-grønne på den forreste del af kroppen og blå på ryggen, mens hunnen hovedsageligt er grå med mindre blå og grønne plamager fordelt over kroppen og omkring halsen og hagen, men farverne er mindre intense end det ses på hannerne. De unge eksemplarer er overordnede grå med nuancer af brun, grøn og blå over det meste af kroppen.
Arten er blandt de mest farverige i Chile.
Voksne eksemplarer måler omkring ca. 14 cm fra snude til halespids for hanner og omkring 12 cm for hunner.

## Habitat og udbredelse
Liolaemus tenuis lever typisk i buske og anden vegetation, men hvert par er i "besiddelse" af et højt træ til at klatre i sikkerhed i, og hannen vil forsvare det mod andre individer af arten, da det bliver set som territorium. I naturlige miljøer er det hannen, der beskytter de territoriale områder, som han patruljerer.
De reagerer hurtigt på tilstedeværelsen af andre hanner, der kunne finde på at stjæle hunnerne på territoriet. Den angriber gerne andre hanner ved at bide dem.
I Chile lever arten fra Coquimbo til Los Ríos fra 0-1500 meters højde. Den har formået at tilpasse sig ændringer skabt af mennesker. Således er liolaemus tenuis den ene af de kun to chilenske øglearter, som er mulige at finde i byområder, hvor mennesket har ændret dens levevilkår mærkbart. Det ikke er ualmindeligt, at de bevæger sig rundt på træstammer eller husmure, hvor de er let bytte for bl.a katte. I byområder vil de også kunne bruge en høj mur eller lignende i stedet for et træ til at søge tilflugt i. Trods deres evne til at tilpasse sig, er de dog blevet klassificeret som sårbare i nogle områder.

## Føde
Deres føde består af alle slags insekter og især melorme, men også flyvende insekter som møl og fluer. Studier udført af Museo Nacional de Historia Natural viser, at de, når de fanger flyvende insekter, der flyver stille og roligt omkring, rejser halen over ryggen i en hurtig bevægelse. Adfærden er vanskelig at forklare, men det er blevet foreslået, at de gør det for at "sprede energien", som følge af spændingen inden angreb eller for at forvirre sit bytte.

## Reproduktion
Hannen har ofte flere hunner, som bor på "hans" område, og generelt er det sådan at jo større et træ en han besidder, jo flere hunner har den også.
Arten får unger hvert år, og hunnen går drægtig fra november til januar, hvorefter hun lægger et "foster" med omkring 58 somitter et beskyttet sted. Æggene klækkes efter 3-5 måneder alt afhængig af miljøet de ligger i. Der kommer omkring seks unger. Ligesom for mange andre krybdyr behøver forældrene ikke at tage sig af deres nyudklækkede afkom, der kan klare sig selv.

## Underarter
Der findes mindst to underarter af liolaemus tenuis. Dette er henholdsvis Liolaemus tenuis tenuis (beskrevet af Duméril og Bibron i 1837) og Liolaemus tenuis punctatissimus (beskrevet af Müller og Hellmich i 1933)
I 2005 blev yderligere en underart beskrevet af de chilenske herpetologe Herman Núñez og Daniel Pincheira-Donoso. Den blev døbt Liolaemus tenuis codoceae til ære for María Coloceo Rojas, der var den første kvinde dedikeret til herpetologi i Chile i slutningen af 1950'erne.